# Neon pictus
Neon pictus là một loài nhện trong họ Salticidae.
Loài này thuộc chi Neon. Neon pictus được Wladislaus Kulczynski miêu tả năm 1891.